# 이다 시게루
이다 시게루(일본어: 井田 茂, 1960년 ~ )는 일본의 행성과학자로, 도쿄도 출신이며, 행성과학자이자 지구과학자이다.